# Guy Lorin

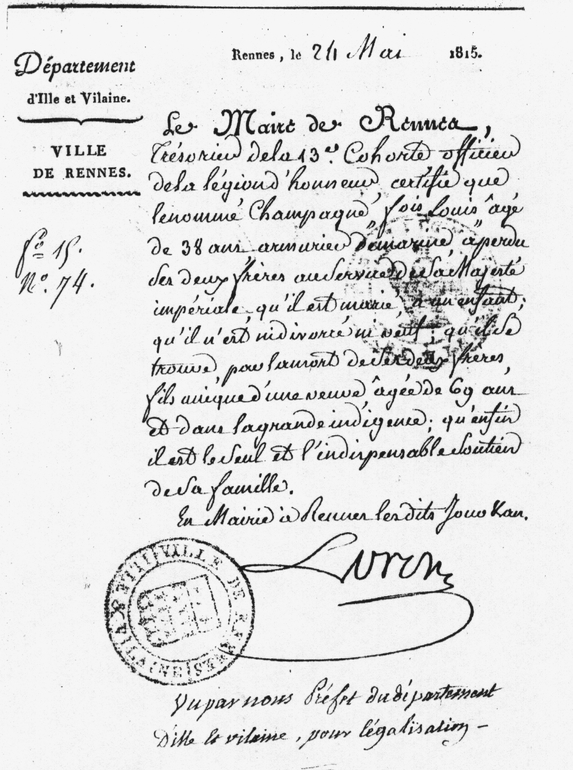
Attestation de Guy Lorin en mai 1815 de la condition de soutien de famille d'un Rennais de 38 ans.

Guy Marie Hyacinthe Lorin né le 3 juin 1754 à Rennesdans la paroisse Saint-Sauveur, et mort le 30 janvier 1821 à Quédillac, a été trésorier de la 13e cohorte de la Légion d'honneur et maire de Rennes.

## Biographie
Il est le fils de Hyacinthe Nicolas Lorin et de Jeanne Duval.